# Corbon (Calvados)
Pour les articles homonymes, voir Corbon.
Corbon est une ancienne commune française, située dans le département du Calvados en région Normandie. Depuis 2015, elle fait partie de la commune de Notre-Dame-d'Estrées-Corbon.

## Géographie
| Hotot-en-Auge        | Victot-Pontfol       | Victot-Pontfol, Notre-Dame-d'Estrées |
| Biéville-Quétiéville | Corbon               | Notre-Dame-d'Estrées                 |
| Biéville-Quétiéville | Notre-Dame-d'Estrées | Notre-Dame-d'Estrées                 |

## Toponymie
Le nom de la localité est attesté sous les formes Corbonis en 1015 et vers 1026, Corbun au XIe siècle. 
Il serait issu de l'anthroponyme gaulois ou latin Corbus.
Le gentilé est Corbonnais.

## Histoire
Au XVIIIe siècle, le marais de Corbon est divisé en portions pour en permettre l'amélioration et le transformer en pâturage[réf. souhaitée].
De 1861 à 1889, le ministère de l'Agriculture exploite à Corbon une vacherie destinée à améliorer les races françaises, notamment par l'introduction de bovins de la race anglaise de Durham.
Le 1er janvier 2015, elle fusionne avec Notre-Dame-d'Estrées, sous le régime juridique des communes nouvelles instauré par la loi no 2010-1563 du 16 décembre 2010 de réforme des collectivités territoriales, pour former la commune de Notre-Dame-d'Estrées-Corbon.

## Politique et administration

### Administration municipale
Le conseil municipal était composé de neuf puis de sept membre en 2014, dont le maire et un adjoint.

### Liste des maires
| Période                                  | Période          | Identité          | Étiquette | Qualité                 |
| ---------------------------------------- | ---------------- | ----------------- | --------- | ----------------------- |
| ?                                        | mars 2001        | Hubert Le Baron   |           |                         |
| mars 2001                                | mars 2008        | Claude Égret      |           |                         |
| mars 2008                                | mars 2014        | Philippe Daniel   | SE        | Clerc de notaire        |
| mars 2014                                | 31 décembre 2014 | Ginette Profichet | SE        | Employée de l'industrie |
| Les données manquantes sont à compléter. |                  |                   |           |                         |

## Population et société

### Démographie
L'évolution du nombre d'habitants est connue à travers les recensements de la population effectués dans la commune depuis 1793. À partir du 1er janvier 2009, les populations légales des communes sont publiées annuellement dans le cadre d'un recensement qui repose désormais sur une collecte d'information annuelle, concernant successivement tous les territoires communaux au cours d'une période de cinq ans. 
Pour les communes de moins de 10 000 habitants, une enquête de recensement portant sur toute la population est réalisée tous les cinq ans, les populations légales des années intermédiaires étant quant à elles estimées par interpolation ou extrapolation. Pour la commune, le premier recensement exhaustif entrant dans le cadre du nouveau dispositif a été réalisé en 2006,.
En 2019, la commune comptait 65 habitants, en évolution de −4,41 % par rapport à 2014 (Calvados : +1,58 %, France hors Mayotte : +2,49 %).
| 1793 | 1800 | 1806 | 1821 | 1831 | 1836 | 1841 | 1846 | 1851 |
| ---- | ---- | ---- | ---- | ---- | ---- | ---- | ---- | ---- |
| 120  | 111  | 136  | 127  | 125  | 137  | 118  | 98   | 107  |

| 1856 | 1861 | 1866 | 1872 | 1876 | 1881 | 1886 | 1891 | 1896 |
| ---- | ---- | ---- | ---- | ---- | ---- | ---- | ---- | ---- |
| 105  | 118  | 106  | 91   | 94   | 95   | 103  | 95   | 75   |

| 1901 | 1906 | 1911 | 1921 | 1926 | 1931 | 1936 | 1946 | 1954 |
| ---- | ---- | ---- | ---- | ---- | ---- | ---- | ---- | ---- |
| 98   | 102  | 98   | 89   | 87   | 101  | 105  | 89   | 118  |

| 1962 | 1968 | 1975 | 1982 | 1990 | 1999 | 2006 | 2011 | 2016 |
| ---- | ---- | ---- | ---- | ---- | ---- | ---- | ---- | ---- |
| 96   | 82   | 72   | 66   | 65   | 56   | 70   | 66   | 68   |

| 2019 | - | - | - | - | - | - | - | - |
| ---- | - | - | - | - | - | - | - | - |
| 65   | - | - | - | - | - | - | - | - |

## Culture locale et patrimoine

### Lieux et monuments
- L'église Saint-Martin date du XVe siècle.